# 硒酸钠
硒酸钠(Sodium selenate)是具有化学式Na
2SeO
4的无机化合物，区分于亚硒酸钠。 它以无水盐、七水合物和十水合物的形式存在。 它们都是白色水溶性固体。十水合物是混合维生素补充剂和牲畜饲料中常见的成分，是硒的来源。 无水盐用于生产玻璃。虽然硒酸盐毒性更大，但硒酸钠和硫酸钠的许多物理性质相似。 

## 生产
硒酸钠通过硒的氧化产生，首先用硝酸，产生亚硒酸。 将亚硒酸中和以形成亚硒酸钠。 亚硒酸钠被在碱性介质中的过氧化氢氧化以形成硒酸盐 ，然后将其喷雾干燥 。 
Se + 2HNO3 → H2SeO3 + NO + NO2
H2SeO3 + Na2CO3 →Na2SeO3 + H2O + CO2
Na2SeO3 + H2O2 →Na2SeO4 + H2O
它是在永斯·贝采利乌斯于1817年发现硒后不久制备的。 

## 工业用途

### 玻璃制造业
硒酸钠最早的应用之一是玻璃工业。 硒在玻璃中产生红色色调。熔融玻璃用硒酸钠处理后用三氧化二砷处理以还原硒酸钠并提供元素硒。 硒酸钠也用作玻璃生产中的脱色剂。它赋予玻璃的红色色调与制造过程中由氧化亚铁产生的绿色色调互补。当一起使用时，两种化合物产生无色玻璃。 

### 农药
硒酸钠是一些用于对抗螨虫、蚜虫和粉蚧的杀虫剂中的常见成分。 对于大多数昆虫，剂量为10mg/kg足以致命。  它也用于一些杀菌剂 。 

### 作物的生物强化
硒酸钠有效地用于作物的生物强化，因此强化食物/饲料以减轻人和牲畜的硒缺乏。它可以作为叶面喷雾或通过生根培养基施用，例如添加到肥料中。 

## 膳食补充剂
由于其硒含量和高溶解度，硒酸钠是非处方维生素补充剂的常见成分。  硒是一种痕量必需元素。 在预混动物饲料中，硒酸钠和亚硒酸盐也很常见。 两种化合物都没有表现出吸收的硒量的差异。 美国FDA规定动物饲料含量不超过5ppm硒含量。 对此的争议发生在2009年，当时一组21匹马球马因不正确混合的膳食补充剂死于硒中毒。 

## 毒理学
美国FDA和欧盟目前将硒酸钠分类为有毒，主要是摄入或吸入。对大鼠的测试显示剂量为1.6mg/kg是致命的。对于70千克（154磅）的人，该剂量相当于112毫克，或者560粒200微克药丸。长期接触硒酸钠会导致严重的肺、肾和肝损伤。 
饮食中过量暴露于硒导致称为硒中毒的病症。在血液水平大于100微克/分升时发生硒中毒。 症状包括胃肠不适、脱发、白斑、大蒜呼吸气味、疲劳、烦躁和轻度神经损伤。